# 高尼
高尼（1935年6月—2012年12月31日），男，蒙古族，青海德令哈人，中华人民共和国政治人物，曾任青海省畜牧厅厅长、党委书记，青海省人大常委会副主任。